# 마천초등학교 등구분교
마천초등학교 등구분교는 경상남도 함양군 마천면 지리산가는길 225 (구양리)에 있었던 분교이다.

## 연혁
- 1964년 5월 25일 마천국민학교 구양분교 개교(1학급)
- 1967년 11월 30일 등구국민학교 설립 인가
- 1985년 3월 11일 병설유치원 개원
- 1996년 3월 1일 등구초등학교로 교명 변경
- 1997년 2월 21일 제28회 졸업식(누계 1113명)
- 1997년 3월 1일 마천초등학교 등구분교장으로 격하
- 1999년 3월 1일 마천초등학교에 통합